# Ломки (Островский район, Псковская область)
Ломки — деревня в Горайской волости Островского района Псковской области.
Расположена в 33 км к югу от города Остров, в 13 км к юго-западу от волостного центра, деревни Крюки и в 10 км к юго-западу от деревни Гораи.
Численность населения деревни по состоянию на 2000 год составляла 3 человека.
До 3 июня 2010 года деревня входила в состав ныне упразднённой Синерецкой волости с центром в д.Гривы.